# Gentianella moorcroftiana
Gentianella moorcroftiana là một loài thực vật có hoa trong họ Long đởm. Loài này được (Wall. ex Griseb.) Airy Shaw mô tả khoa học đầu tiên năm 1943.